# Ørum, Norddjurs kommun
Ørum är en tätort i Norddjurs kommun i Region Mittjylland i Danmark. Tätorten har 692 invånare (2024). Den ligger på Jylland, cirka 15 kilometer nordväst om Grenå.
Orten växte mycket under 1970-talet. I Ørum finns bl.a. Ørum kirke med målningar av Constantin Hansen.